# Sebastian Groth
Sebastian Groth (* 7. Juni 1984 in Hachenburg, Westerwald) ist ein deutscher Techno-DJ, Musikproduzent, Musiklabelbetreiber und Veranstalter.

## Biographie
Groth spielte auf Tanzveranstaltungen wie der Nature One, Ruhr in Love, Ikarus-Festival und Sea You Festival. 2008 gründete er das Technolabel „ReWashed LDT“, auf welchem mehrere seiner Produktionen sowie die anderer Musiker erschienen. Nach der Einstellung des Labels im Jahr 2016 gründete er das Label „ReWasted“. Außerdem betreibt er das 2015 gegründete Technolabel „Audition Recording“. Er spielt regelmäßig in Techno-Clubs wie dem Tresor in Berlin, dem Lehmann Club in Stuttgart, dem Bootshaus in Köln oder dem Butan Club in Wuppertal.
Seit 2001 veranstaltet er in seiner Heimatregion die Veranstaltungsreihe „the castle freaks“, auf der er regelmäßig Techno-Künstler einlädt.
Groth wurde bei den „Faze Music Awards“ im Jahr 2016 als „Bester Produzent“, sowie 2015 als „Bester Durchstarter“ ausgezeichnet. Auch in den Kategorien „Best Dj“, „Best Album“, „Best Remix“ sowie „Track des Jahres“ war er jeweils in den Top 10 vertreten.

## Auszeichnungen
- Faze Mag Awards 2016: Best Producer (Platz 1), Best Remix (Platz 2), Best Album (Platz 2), Best Dj (Platz 5) und Best Label (Platz 5 für „ReWashed“)
- Toxic Family Award 2016: Best Track (Platz 1 für „Homeless - Remix“)
- Faze Mag Awards 2015: Durchstarter des Jahres 2015 (Platz 1), Album (Platz 5 für „Awake“), Remix (Platz 4 für „Revolte of the Clowns Remix“), Best Dj Platz (15, Best Producer (Platz 19)
- Toxic Family Award 2014: Best Track (Platz 2 für „Pepps“)
- Faze Mag Award 2014: Best Remix (Platz 4 für „Eskalieren Remix“)
- Faze Mag Award 2013: Best Remix (Platz 6 für „Grindfactor“)
- Partysan Award 2013: Newcomer (Platz 6)

Quelle: